# Eubucco tucinkae
El cabezón de Carabaya o capitán bayo (Eubucco tucinkae) es una especie de ave piciforme en la familia Capitonidae que habita en Sudamérica. 

## Distribución y hábitat
Es endémica de los bosques húmedos de tierras bajas de la cuenca sur-occidental del Amazonas en el sureste de Perú, el noroeste de Bolivia y al suroeste de Brasil, la mayor parte de su distribución está en el Perú (60%?). Por lo general esta ave es poco común.

## Taxonomía
Es el único miembro del género Eubucco donde ambos sexos tienen color rojo en la cabeza, la hembra es superficialmente similar al macho de la especie cabezón pechiamarillo.